# هيثر ديلوش
هيثر ديلوش (بالإنجليزية: Heather DeLoach)‏ هي رائدة أعمال وممثلة أمريكية، ولدت في 1 فبراير 1983 في كاليفورنيا في الولايات المتحدة.

## وصلات خارجية
- هيثر ديلوش على موقع IMDb (الإنجليزية)
- هيثر ديلوش على موقع قاعدة بيانات الفيلم (الإنجليزية)